# Macaria bicolorata
Macaria bicolorata, también conocida (en inglés) como el ángel bicolor, es una polilla perteneciente a la familia Geometridae, descrita por primera vez por el entomólogo danés Johan Christian Fabricius en 1798. Se encuentra distribuida en el este de América del Norte. Esta especie, de amplia distribución y que utiliza una gran variedad de plantas hospedantes comunes y un rango diverso de hábitats, parece ser una especie bajo preocupación menor.

## Descripción
Es una polilla mediana con una envergadura de unos 30 milímetros (1,2 plg), una de las Macarias más grandes. Es de dos tonos de marrón a marrón amarillento con el ala posterior angulada y el ala anterior ligeramente falcada, es decir, con una curvatura semejante a la de la hoz, que es típica de este género. Todas las líneas que atraviesan el ala están débilmente desarrolladas o ausentes, excepto por manchas oscuras a lo largo de la costa del ala. La mancha que en el género suele estar en la línea subterminal debajo del ápice generalmente está ausente, pero ocasionalmente está representada por una sola mancha marrón. La parte inferior de las alas es color ocre y está cruzada con bandas más oscuras de marrón rojizo. Como en otros miembros de este grupo de especies, la cabeza es roja u ocre, contrastando con el tórax y el abdomen que son gris más pálido.

### Larvas
Pertenece a un grupo de especies cuyas orugas son todas similares entre sí, con excepción de la M. aequiferaria: son de color verde brillante o rojizo, con franjas subdorsales y subespiraculares de color crema que recorren su cuerpo. Dado que tanto la M. transitaria como la M. bicolorata se alimentan de diversos pinos, probablemente incluyendo el pino de hoja larga, también utilizado por la M. distribuaria, es necesario criar las larvas hasta la edad adulta para determinar su especie.

## Ciclo de vida
Las polillas están en vuelo de mayo a agosto dependiendo de la ubicación. Tiene una, dos o incluso tres generaciones, y el número aumenta hacia el sur. La pupa hiberna en el suelo o en escombros. Una vez madura, la oruga está presente de agosto a octubre en el sur de Nueva Inglaterra y de junio a noviembre en el sur de Nueva Jersey. Las Larvas se alimentan de especies del género Pinus.

## Hábitat
Se ha registrado la polilla en prácticamente todos los hábitats con pino, incluyendo los bosques marítimos, los bosques siempreverdes de la franja costera y los bosques de llanura aluvial. Los hábitats donde es más probable encontrar el pino de estanque incluyen los humedales palustrinos con suelos profundos, ácidos, arenosos y de turba, donde no hay otras especies de pino. En la mayor parte de las tierras altas de la llanura costera, el pino de hoja larga es el hospedador más probable, aunque el pino de estanque suele estar presente en humedales adyacentes. En las tierras altas del piedemonte, la especie de hoja corta y el pino taeda son posibles hospedadores. Esta especies también están presente en los hábitats montañosos, pero también existe la posibilidad de que se utilicen el pino bronco y otros pinos restringidos a la montaña, especialmente en las crestas más altas y los afloramientos rocosos.